# Окленд (Нью-Джерсі)
Окленд (англ. Oakland) — місто (англ. borough) в США, в окрузі Берген штату Нью-Джерсі. Населення — 12 748 осіб (2020).

## Географія
Окленд розташований за координатами 41°1′48″ пн. ш. 74°14′38″ зх. д. / 41.03000° пн. ш. 74.24389° зх. д. (41.029980, -74.243842).  За даними Бюро перепису населення США в 2010 році місто мало площу 22,61 км², з яких 21,90 км² — суходіл та 0,71 км² — водойми.

## Демографія
Згідно з переписом 2010 року, у селищі мешкали 12 754 особи в 4335 домогосподарствах у складі 3569 родин. Було 4470 помешкань
Расовий склад населення:
| - 92,7 % — білих - 4,2 % — азіатів - 0,9 % — чорних або афроамериканців - 0,2 % — корінних американців |

До двох чи більше рас належало 1,6 %. Частка іспаномовних становила 5,3 % від усіх жителів.
За віковим діапазоном населення розподілялося таким чином: 26,0 % — особи молодші 18 років, 59,8 % — особи у віці 18—64 років, 14,2 % — особи у віці 65 років та старші. Медіана віку мешканця становила 42,8 року. На 100 осіб жіночої статі у селищі припадало 95,8 чоловіків;  на 100 жінок у віці від 18 років та старших — 92,9 чоловіків також старших 18 років.
Середній дохід на одне домашнє господарство  становив 130 310 доларів США (медіана — 109 258), а середній дохід на одну сім'ю — 142 613 долари (медіана — 121 671). Медіана доходів становила 90 861 долар для чоловіків та 55 684 долари для жінок. За межею бідності перебувало 2,5 % осіб, у тому числі 0,9 % дітей у віці до 18 років та 1,4 % осіб у віці 65 років та старших.
Цивільне працевлаштоване населення становило 6705 осіб. Основні галузі зайнятості: освіта, охорона здоров'я та соціальна допомога — 23,1 %, науковці, спеціалісти, менеджери — 16,0 %, роздрібна торгівля — 12,5 %, фінанси, страхування та нерухомість — 9,5 %.